# Діана Віньяр
Діана Віньярд (англ. Diana Wynyard, ім'я при народженні Дороті Ізабель Кокс, 16 січня 1906 — 13 травня 1964) — англійська акторка.

## Життєпис
Кар'єру почала на театральній сцені, а після успіху в Ліверпулі та Лондоні привернула увагу бродвейських продюсерів і в 1932 році дебютувала у Нью-Йорку в постановці «Распутін і імператриця». Її кінодебют відбувся того ж року в США в процесі екранізації цієї п'єси. Згодом за драматичну роль у фільмі «Кавалькада» Віньярд була номінована на премію «Оскар» за кращу жіночу роль. Після ще кількох ролей у Голлівуді акторка повернулася в Англію, де в наступні роки працювала майже виключно в театрі.
В кінці 1930-х Віньярд знову повернулася на великий екран, почавши кінокар'єру на батьківщині. Після Другої світової війни виступила в другорядних ролях у кіно, виконуючи в основному ролі дбайливих матерів, але й далі грала в театрі, зокрема в Вест-Енді. 
Померла Діана Віньярд в 1964 році в Лондоні від ниркової недостатності у віці 58 років, її тіло було кремовано в крематорії Голдерс-Грін.

## Вибрана фільмографія
- 1932: Распутін і імператриця / Rasputin and the Empress
- 1933: Кавалькада / Cavalcade
- 1933: Чоловіки повинні боротися / Men Must Fight
- 1933: Возз'єднання у Відні / Reunion in Vienna
- 1934: Де зустрічаються грішники / Where Sinners Meet
- 1934: Давайте знову спробуємо / Let's Try Again
- 1939: На ніч вогню / On the Night of the Fire
- 1940: Газове світло / Gaslight
- 1941: Радіо свободи / Freedom Radio
- 1941: Прем'єр-міністр / The Prime Minister
- 1941: Кіппс / Kipps
- 1947: Ідеальний чоловік / An Ideal Husband
- 1951: Шкільні роки Тома Брауна / Tom Brown's Schooldays
- 1956: Жіночий дотик / The Feminine Touch
- 1957: Острів на сонці / Island in the Sun